# Synagoga Mordki Markusa w Łodzi (ul. Staro-Zarzewska 5)
Synagoga Mordki Markusa w Łodzi – prywatny dom modlitwy znajdujący się w Łodzi przy ulicy Staro-Zarzewskiej 5.
Synagoga została zbudowana w 1901 roku z inicjatywy Mordki Markusa. Podczas II wojny światowej hitlerowcy zdewastowali synagogę.